# Riffelhorn
Riffelhorn är en bergstopp i Schweiz.   Den ligger i distriktet Visp och kantonen Valais, i den södra delen av landet, 110 km söder om huvudstaden Bern. Toppen på Riffelhorn är 2 928 meter över havet, eller 158 meter över den omgivande terrängen. Bredden vid basen är 0,65 km.
Terrängen runt Riffelhorn är huvudsakligen bergig, men den allra närmaste omgivningen är kuperad. Trakten runt Riffelhorn är nära nog obefolkad, med mindre än två invånare per kvadratkilometer.. Närmaste större samhälle är Zermatt, 4,5 km norr om Riffelhorn. 
Trakten runt Riffelhorn är permanent täckt av is och snö.